# ایپولیتو یریگوین
ایپولیتو یریگوین (اسپانیایی: Hipólito Yrigoyen‎؛ ۱۲ ژوئیه ۱۸۵۲ – ۳ ژوئیهٔ ۱۹۳۳) یک وکیل، کشاورز، آموزگار و سیاست‌مدار اهل آرژانتین بود.